# Kilometertæller
Begrebet kilometertæller bruges hyppigst i forbindelse med en bil, som en anordning der angiver den tilbagelagte strækning med det pågældende køretøj. Disse tællere findes både i digitale og analoge udgaver. Her på billedet ses en analog kilometertæller.
Som det yderligere ses på billedet til højre, er der øverst en kilometertæller der angiver den totale tilbagelagte strækning i bilen, altså siden bilen er købt (her 151517 miles). Desuden er der nedenfor en tæller (en triptæller) der angiver antal enheder (her miles), tilbagelagt på en bestemt strækning fastlagt af føreren selv. Denne kan til forskel fra "totaltælleren" nulstilles, og angiver typisk strækningen med en nøjagtighed med én decimal (her angivet med hvidt, altså sammenlagt en strækning på 653,3 miles).